# Fossa alterna
Une fossa alterna est un type de toilettes à double fosse, sans eau, et où les fosses sont utilisées en alternance : quand une fosse est pleine, la deuxième fosse est utilisée. Puis quand celle-ci est à son tour remplie, la première fosse est vidée, son contenu devenu de l'humus pouvant être utilisé comme amendement. La première fosse est ensuite utilisée pendant que la seconde est recouverte, et ainsi de suite.
La fosse alterna permet d'avoir les avantages des toilettes sèches sans imposer la construction d'une chambre de compostage. Elle est similaire à l'Arborloo, mais utilise moins d'espace. Les fosses ont une profondeur de 1,5 m. Le temps de compostage devrait être d'un an environ, afin de s'assurer que les pathogènes les plus résistants (comme les œufs d'ascaris) sont morts. Ainsi, la vidange manuelle est possible sans risque.
Outre les excréments, les fosses peuvent recevoir des matériaux organiques (terre, feuilles, déchets organiques) qui contribuent au processus de dégradation, et des cendres ou de la sciure pour réduire les mouches et les odeurs, et rendre le mélange moins acide. L'eau de nettoyage anal peut être ajoutée en petite quantité, mais pas d'eau de chasse ou d'eaux grises.

## Source
Tilley, Elizabeth, 1979-, Ulrich, Lukas,, Lüthi, Christoph, et Reymond, Philippe,, Compendium des systèmes et technologies d'assainissement (ISBN 9783906484600, OCLC 957385596, lire en ligne)